# Dvipa
Nella cosmografia induista, i dvipa (sanscrito: dvīpa, "continente", "isola") sono i sette continenti mitologici situati attorno al Monte Meru e separati gli uni dagli altri da oceani circolari concentrici composti da diversi liquidi. Le sezioni di ogni continente sono a loro volta chiamate dvīpa.

## I continenti
I sette dvipa sono:
- Jambu-dvīpa, circondato da "acqua salata" (lavana)
- Plaksa-dvīpa, circondato da "succo di canna da zucchero" (īkṣu)
- Śālmala-dvīpa, circondato da "vino" (suṛā)
- Kuśa-dvīpa, circondato da "burro chiarificato", "ghee" (sarpis)
- Krauñca-dvīpa, circondato da "cagliata" (dadhi)
- Śāka-dvīpa, circondato da "latte" (dudgha)
- Puṣkara-dvīpa, circondato da "acqua dolce" (jala)

## Jambu-dvīpa
Il Jambu-dvīpa (continente dell'albero di melarosa o continente del mango) è il continente più importante, al centro del quale sorge il Monte Meru. Esso ospita nove paesi (varṣa):
- Bhārata, l'India, quello più meridionale[6][1]
- Kiṁpurusa
- Harivarṣa
- Ilāvṛta, situato al centro[6]
- Ramyakā
- Hiraṇmaya
- Uttara-Kuru
- Bhadrāsva
- Ketumāla

Il monte Meru sorge ad Ilāvṛta e confina a nord con la catena montuosa Nīla ("blu").